# Érone
Érone en idioma francés, Erone en idioma corso (sin acento), es una comuna y población de Francia, en la región de Córcega, departamento de Alta Córcega.
Su población en el censo de 1999 era de 9 habitantes.